# Никифор Влеммид
Никифор Влеммид (греч. Νικηφόρος Βλεμμύδης; 1197, Константинополь, Византия — 1272, близ Эфеса) — византийский церковный и политический деятель, богослов, учёный-энциклопедист, натурфилософ, поэт. Великий писатель Никейской империи.

## Биография

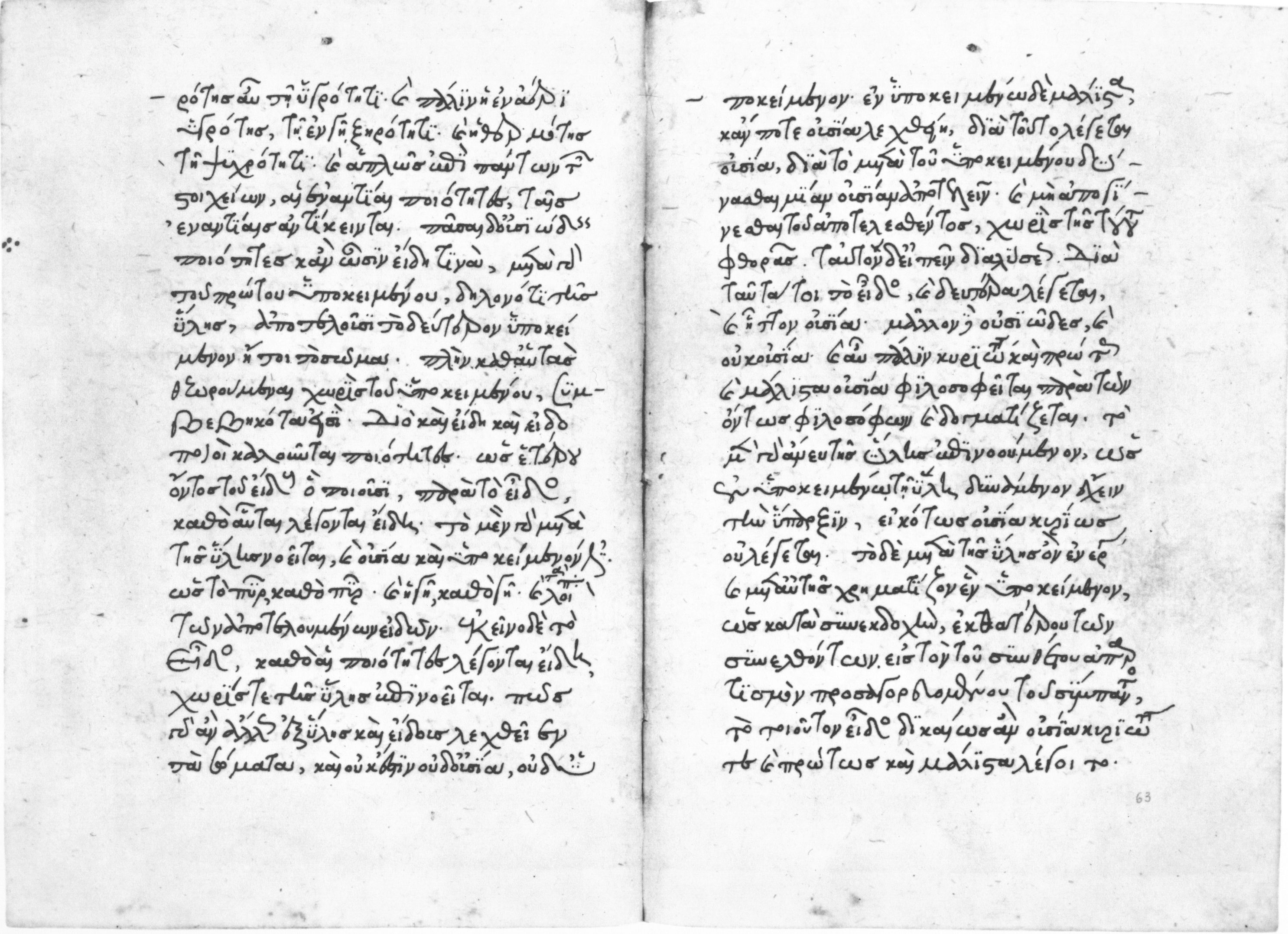
Рукопись трактата Н. Влеммида «Epitome physica» (Флоренция, 1314 г.

Родился в Константинополе в семье врачей. После завоевания Константинополя крестоносцами в 1204 году бежал в Никею, где изучал философию, богословие и медицину. После окончания учёбы был рукоположен. Стал священником.
Бо́льшую часть жизни прожил в Никее, сначала при императорском дворе, затем с 1248 года в монастыре близ Эфеса, в котором и окончил свои дни. В монастыре много писал, основал школу, в которой сам занимался преподаванием ученикам арифметики, геометрии плоских и сферических тел, оптики, астрономии, логики, силлогистики и медицины. Был учителем Феодора II Ласкариса и Георгия Акрополита. После возвращения императором Иоанном III Дукой Ватацем европейских провинций империи Н. Влеммид был отправлен с миссией по поиску рукописей для основанной императором в его азиатской столице библиотеки
Его любовь к книгам и научным изысканиям была столь велика, что он отказался от предложения занять патриарший престол.
Принимал активное участие в богословских спорах между Восточной православной церковью и Западной Римско-католической церковью.
Писательское наследие Н. Влеммида обширно, как по числу написанных им сочинений, так и широте затрагиваемых областей знаний.
Вопросам богословия посвящены трактаты «О Святой Троице и домостроительстве Бога-Слова», «Об исхождении Святого Духа». Н. Влеммид комментировал Священное Писание, писал каноны и молитвы. Самая известная философская работа автора его справочник по логике и физике.
Труд Н. Влеммида «Сокращенная логика» представляет собой свод данных из разных наук — философии, логики, риторики и грамматики. Н. Влеммид много занимался и естествознанием — физикой, медициной, алхимией. Н. Влеммиду приписывается составление «Избранных псалмов» к величаниям. Перу Н. Влеммида принадлежат две автобиографии и немало стихов светского содержания.
В 1255 году Н. Влеммид стал патриархом Никеи. Он описал свою жизнь в автобиографии на фоне современных ему политических событий.

## Избранная библиография
- Autobiographia (Curriculum Vitæ)
- Epistula universalior
- Epitome logica
- Epitome physica
- Expositio in Psalmos
- De processione Spiritus Sancti
- De regia pellice templo ejecta (On the Royal Concubine Expelled from the Temple)
- De regis oficiis (On Royal Offices)
- Laudatio Sancti Ioanni Evangelistae
- Orationes de vitae fine (ΑΠΟΔΕΙΞΙΣ, ΟΤΙ ΟΥΧ ΩΡΙΣΤΑΙ ΤΟΥ ΚΑΘΕΚΑΣΤΟΝ Η ΖΩΗ. ΔΙΑΛΕΓΟΜΕΝΟΣ Ή ΠΕΡΙ ΤΟΥ ΟΡΟΥ)
- Regia statua
- Sermo ad monachos suos (Sermon to his monks)
- De virtute et ascesi[4]

На русском языке
- Стихи на рождение Иоанна, сына Феодора Ласкариса / Пер. с греч.: С. С. Аверинцев // Памятники византийской литературы IX—XIV веков. — М.: Наука, 1969.
- Избранные места из автобиографии монаха и пресвитера Никифора, ктитора / Пер. с греч.: Л. А. Фрейберг // Памятники византийской литературы IX—XIV веков. — М.: Наука, 1969.
- Никифор Влеммид. Царская статуя / Пер. Л. С. Ряшко // Византийский временник. — М., 2003. — Т.62 (87).